# Pang Eun-jin
Pang Eun-jin (* 5. August 1965) ist eine südkoreanische Schauspielerin und Regisseurin. Sie ist bekannt für ihre Rollen in Park Chul-soos 301/302 und Kim Ki-duks Address Unknown. Pang drehte 2005 ihren ersten Film, Princess Aurora.

## Filmografie

### Schauspielerin

#### Filme
- 1994: Taebak Mountains
- 1994: Mom, the Star and the Sea Anemone
- 1995: 301, 302
- 1996: Seven Reasons Why Beer is Better Than a Lover
- 1997: Farewell My Darling
- 1997: Do You Believe in Jazz?
- 1997: Push! Push!
- 1998: Reclaiming Our Names
- 1998: Birdcage Inn
- 1998: Rub Love
- 1998: The Wooden Closet
- 1999: The Uprising
- 2000: Black Hole
- 2000: Subrosa
- 2000: Gui: A Space between Two Deaths
- 2000: Doomealee, The Very First Step
- 2001: Address Unknown
- 2001: Scent of Love
- 2002: No Comment
- 2002: My Beautiful Days
- 2002: Road Movie
- 2002: Rewind
- 2003: Salt: Korean Railway Women Workers Story
- 2006: Tool
- 2008: Bleach
- 2008: Crush and Blush
- 2009: A Light Sleep (Cameo)
- 2009: The Naked Kitchen (Cameo)

#### Fernsehserien
- 2000: Wangneung-ui Daeji (왕릉의 대지, SBS)
- 2000: Mongma-deul-ui Eondeok (목마들의 언덕, KBS)
- 2000: Foolish Love (KBS)
- 2009: My Too Perfect Sons (KBS)

### Regisseurin und Drehbuchautorin
- 2004: Ain’t No Maid (Kurzfilm)[1]
- 2005: Princess Aurora[2]
- 2007: Puff the Rice (Kurzfilm)[3]
- 2008: Blue Birds on the Desk (If You Were Me 4)[4]
- 2012: Perfect Number[5]
- 2013: The Road Home

## Auszeichnungen
- 2006 Golden Cinematography Awards: Best New Director (Princess Aurora)
- 2005 Women in Film Korea Awards: Woman Filmmaker of the Year (Princess Aurora)
- 2005 Korean Association of Film Critics Awards: Best New Director (Princess Aurora)
- 2002 Grand Bell Awards: Best Supporting Actress (Address Unknown)
- 1995 Korean Association of Film Critics Awards: Best Actress (301, 302)
- 1995 Chunsa Film Art Awards: Best Actress (301, 302)
- 1995 Blue Dragon Film Awards: Best Actress (301, 302)
- 1993 Baeksang Arts Awards: Best New Actress
- 1992 Seoul Theater Festival: Best Newcomer